# Ришар Ачерра
Ришар Ачерра (умер 1196) – граф Ачерра, влиятельный апулийский барон, военачальник Сицилийского королевства при Вильгельме II Добром и Танкреде. Брат королевы Сибиллы, жены Танкреда и матери Вильгельма III.

## Война в Византией (1185)
Во время войны Сицилийского королевства с Византией в 1185 году Ришар Ачерра вместе с Балдуином был назначен командующим сухопутной армией. 24 июня 1185 года сицилийцы взяли Диррахий (Дураццо, сейчас Дуррес), важнейший город на Адриатическом побережье Балканского полуострова. Не встречая сопротивления, сицилийская армия пересекла Балканы и 6 августа осадила с суши Фессалоники – второй по значению город Византии. 15 августа сюда прибыл сицилийский флот, завершив полную блокаду города. После недолгой осады 24 августа 1185 года сицилийцы ворвались в город и в течение недели подвергли его ужасающему разгрому. Затем сицилийская армия под командованием Ришара Ачерра и Балдуина двинулась на Константинополь. Но в результате государственного переворота в Византии пришёл новый император Исаак II Ангел, сумевший организовать отпор сицилийцам. Сицилийская армия, не ожидавшая уже сопротивления, была разбита греками под Мосинополем и отступила к Амфиполю. При Димитрице сицилийские военачальники согласились на переговоры с греками. Но вскоре греки, под предлогом, что сицилийцы предполагают нарушить перемирие, внезапно атаковали сицилийскую армию. Застигнутые врасплох сицилийцы были окончательно разгромлены. Ришар Ачерра попал в плен, откуда был впоследствии выкуплен.

## Поддержка Танкреда
После смерти бездетного Вильгельма II Доброго Танкред ди Лечче, женатый на сестре Ришара Ачерра, был избран королём Сицилийского королевства (январь 1190). Избрание Танкреда было оспорено Генрихом Гогенштауфеном, мужем младшей дочери Рожера II Констанции, и многими континентальными баронами, один из которых Рожер ди Андрия также претендовал на трон.
Поскольку в течение 1190 года король Танкред был занят усмирением крупного мусульманского восстания на Сицилии, защиту прав нового короля на континенте взял на себя его шурин Ришар Ачерра. В марте 1190 года большинство баронов Апулии и Кампании во главе с Рожером ди Андрия восстали против нового короля и призвали на помощь Генриха VI. В мае 1190 года германская армия под командование Генриха Калденского вступила в пределы Сицилийского королевства. Ришар Ачерра успешно воспрепятствовал соединению германской армией с мятежными баронами. В сентябре 1190 года Генрих Калденский со своей армией покинул пределы королевства, а мятежные бароны были оттеснены в Апулию и разбиты. Ришар Ачерра предложил Рожер ди Андрии вступить в переговоры, обманным путём захватил последнего в плен и затем казнил. После казни Рожера Ришар Ачерра без боя занял Капую и вынудил мятежных баронов сдаться.
В следующем году Ришар Ачерра от имени Танкреда противостоял самому императору Генриху VI, вступившему в пределы королевства 29 апреля 1191 года. Из-за дезертирства большинства баронов, лишь годом ранее восставших против короля и усмиренных с большим трудом, Танкред не смог собрать против императора равную по силам армию. Сторону Танкреда держали крупные торговые города Кампании и Апулии, которым Танкред даровал новые привилегии, Калабрия и Апулия, где находились ленные владения самого короля и Ришара Ачерра. Монастырь Монте-Кассино, города Аверса, Капуя и Теано без боя открыли ворота Генриху. Жители Салерно, не дожидаясь приближения Генриха, письменно заверили императора в своей лояльности.
Стремительное наступление Генриха остановилось у стен Неаполя, обороной города руководил Ришар Ачерра, а после его ранения салернский архиепископ Никола д'Аджелло. С моря Неаполь защищал сицилийский флот под командованием адмирала Маргарита из Бриндизи. Из-за удачных действий последнего Генрих VI и пизанский флот так и не смог полностью блокировать город. Вскоре в германской армии началась эпидемия, и 24 августа 1191 года Генрих VI снял осаду с Неаполя и вскоре вернулся в Германию. До конца 1191 года Танкред и Ришар Ачерра освободили Кампанию от немецких гарнизонов, а в течение 1192 года восстановили контроль над Абруцци. Таким образом, Ришар Ачерра сумел сохранить для своего зятя короля Танкреда власть над континентальной частью Сицилийского королевства.

## Пленение и казнь Ришара
После смерти Танкреда (20 февраля 1194 года) его вдова Сибилла, сестра Ришара, правившая от имени своего малолетнего сына Вильгельма III, не сумела противостоять Генриху VI. В течение лета-осени 1194 года Генрих VI, практически не встречая сопротивления, занял всю территорию королевства и 25 декабря 1194 года был коронован в Палермо. Ришар Ачерра пытался бежать, был взят в плен и брошен в темницу. В 1196 году арестованный Ришар предстал перед Генрихом VI в Капуе. По приговору императора Ришар, привязанный к лошади, был сначала протащен через город, а затем повешен заживо вниз головой. Через два дня после повешения Ришар Ачерра был ещё жив, после чего его умертвили.